# Сеунч

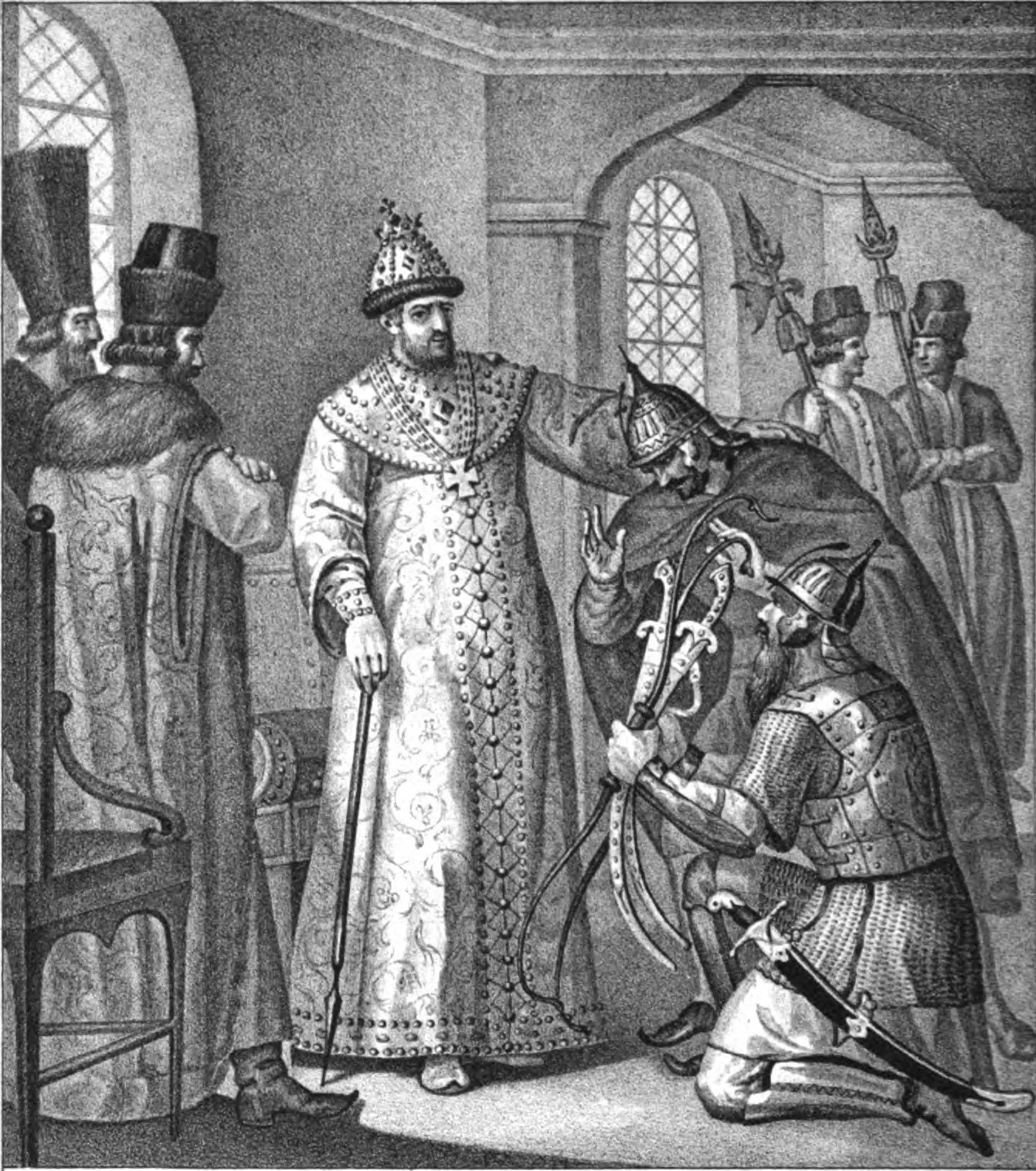
Царю Ивану IV вручают трофеи, взятые у Девлет-Гирея князем Воротынским после сражения при Молодях.

Сеу́нч или Саунч — в Великом княжестве Московском и Российском государстве XV — XVII веках донесение (важная, радостная весть) гонца (который назывался «сеунщик» или просто «сеунч») от военачальника правительству, обычно с известием о тех или иных военных успехах.
Известны также случаи сеунчей о радостных событиях, не связанных с ведением войны, например, о рождении царевичей или об избрании запорожского гетмана. В источниках указывалось, что гонец «послан» или «отправлен с сеунчем». В Разрядном приказе составлялись книги сеунчей, записи в которых разделялись на две части: донесения гонцов (обычно «отписки» воевод в Разрядный приказ) и «памяти» о наградах гонцам и военачальникам от царя.

«Генваря в 3 день [1615 года] писал к государю царю и великому князю Михаилу Федоровичю всеа Русии ис-под Торопца воевода Ондрей Палицын, что гетмана Корсака и польских и литовских людей побили, ево Ондреева посылка, да и сам он, Ондрей, в те поры, уредяся, стоял в поли, а с того бою он Ондрей, прислал к государю с сеунчом атаманов Федора Патрекеева да Оноху Маркова и казаков розных станиц 11 человек.

И за тот сеунчь дано государева жалованья: атаманом по десяти рублев в приказ из Большово приходу да у Казны сукна по четыре аршина, цена сукну по рублю по дватцати по осми алтын, а казаком из Большово приходу по два рубля человеку» (Книга сеунчей 1613–1619).
В дальнейшем книги сеунчей использовались как документальные подтверждения награждения тех или иных лиц, из них готовились выписки и копии. В. Е. Рудаков указывает, что книги сеунчей служат «важным дополнением к разрядным книгам, так как свидетельствуют о том, как и на сколько приводились в полках в исполнение распоряжения разряда». Некоторые книги сеунчей опубликованы; книга сеунчей 1613 — 1619 годов — важный источник по истории русско-польских отношений в эпоху войны 1609-1618 года и Деулинского перемирия.
Термин первый раз употребляется в Воскресенской летописи под 1442 годом; слово «сеунщик» известно с XVI века. По происхождению тюркизм, связан с такими словами, как тат. сɵенеч, тур.  и крымскотат. sevinç, чагат. سونج‎ [sävünč] «радость».